# Abraximorpha
Abraximorpha es un género de lepidópteros ditrisios de la subfamilia Pyrginae  dentro de la familia Hesperiidae. Se encuentra en China.

## Especies
Especies de Abraximorpha son
- Abraximorpha davidii (Mabille, 1876)
- Abraximorpha esta Evans, 1949
- Abraximorpha heringi Liu & Gu, 1994
- Abraximorpha pieridoides Mell, 1922